# Dan Bălan
Dan Mihai Bălan (Chișinău, Moldova, 1979. február 6. –) moldáv rock- és popénekes, dalszerző, producer. Az egykori O-Zone együttes alapítója és énekese.

## O-Zone
Dan eleinte főként rock zenével foglalkozott, majd a zenei életbe az O-Zone nevű fiúbandával futott be. Az együttes 1999-ben alakult és csak két tagja volt: Dan és Petru Jelihovschi, de mivel Petrunak a zene csak hobbi volt a zenekar feloszlott. Később Dan megismerkedett Arsenie Todiras-szal és Radu Sirbu-val, akikkel újra megalakították a zenekart 2003-ban. Első albumukról, DiscO-Zone-ról nagy nyári sláger lett a Dragostea Din Tei, és a Despre Tine. A hirtelen siker nem tartott sokáig, az együttes 2005-ben ismét feloszlott és mindhárom tag visszatért szólókarrierjéhez. A DiscO-Zone című albumuk hat országban ért el #1 helyezést, és több, mint 2,5 millió példányban kelt el. (Csak Japánban 1 millió.)
A legsikeresebb daluk a mai napig a Dragostea Din Tei (más néven "Numa Numa song"), amely 32 országban ért el #1 helyezést (és #3 lett az Egyesült Királyságban). Világszerte több, mint 12 millió példányt adtak el belőle, ezzel az eladások szerint a legjobb kislemez lett Európában és Japánban 2004-ben, illetve 2005-ben. Az albumon szereplő másik népszerű kislemez a Despre tine öt országban ért el #1 helyezést és a főbb európai chartokon #6 lett.

## Szólóban (Crazy Loop)
2007-ben Dan visszatért a Crazy Loop (Mm Ma Ma) című dalával. Még ebben az évben megjelent a Crazy Loop című album is. A Crazy Loop (Mm Ma Ma) dal első helyen végzett a román listákon. 2008-ban jelent meg egyik dalához készült klipje: Joanna (Shut up). Crazy Loop elismert lett a világon. Dan jelenleg New York-ban dolgozik új dalain.
A Chicka Bomb című elektronikus tánczenei elemekkel átszőtt angol nyelvű erotikus balladája 2009 novemberében jelent meg, amely hatalmas sikert aratott. Legújabb számát oroszul énekli Vera Brezsnyevával (ex Via-Gra együttes tag) duettben. Címe: Лепестками слез (lepestkami slez) (2010).

## Fordítás
- Ez a szócikk részben vagy egészben  a   Dan Balan című angol Wikipédia-szócikk fordításán alapul.  Az eredeti cikk szerkesztőit annak laptörténete sorolja fel. Ez a jelzés csupán a megfogalmazás eredetét és a szerzői jogokat jelzi, nem szolgál a cikkben szereplő információk forrásmegjelöléseként.